# تیجی فن گاردرن
تیجی فن گاردرن (انگلیسی: Tejay van Garderen؛ زادهٔ ۱۲ اوت ۱۹۸۸) دوچرخه‌سوار اهل ایالات متحده آمریکا است.
از باشگاه‌هایی که در آن بازی کرده‌است می‌توان به تیم بی‌ام‌سی و اچ‌تی‌سی-هایرود اشاره کرد.
وی در مسابقات کشوری و بین‌المللی در مجموع برندهٔ ۱ مدال طلا، ۱ مدال نقره شده‌است.